# Hunyadi N. magyar királyi herceg
Hunyadi N. (fiú) (Buda, 1464. február – Buda, 1464. február) magyar királyi herceg és trónörökös. I. (Hunyadi) Mátyás magyar király és Podjebrád Katalin magyar királyné egyetlen közös gyermeke, aki születése után el is hunyt, és édesanyjával együtt (aki feltehetően szülés közben halt meg) helyezték örök nyugalomra.

## Élete

### Születésének és halálának körülményei
A húszéves Hunyadi Mátyás magyar király és a 13 éves Podjebrád Katalin házasságát Budán 1463. május elsején kötötték meg.
Első menyasszonyának halála után eljött az ideje György cseh király leányával való házasságának, kit fogságából történt szabadulása előtt jegyzett el. Nagy pompával hozta Magyarországra s nagyon szerette. A cseh főurak a menyasszonyt Trencsénig kísérték; itt a magyar főurak és főpapok fogadták királyi pompával, Budára vezették, ahol nagy lakodalmat ültek. Katalinnak hívták. Alig négy esztendeig volt a király felesége; a koronázás előtt ragadta el a korai halál; a Szent Zsigmond-templomban temették el.
Katalin királyné a házasságkötést követően rögtön megfogant, mert amikor 1463. július 19-én a férje, I. Mátyás király nevében Vitéz János váradi püspök, későbbi esztergomi érsek, valamint III. Frigyes örökösödési szerződést kötött Bécsújhelyen, amelynek értelmében ha Mátyás törvényes örökös nélkül hal meg, a magyar trónt III. Frigyes vagy fia, az akkor 4 éves Miksa örökli, Katalin királyné már 1-2 hónapos terhes lehetett. Ez is hozzájárulhatott, hogy Mátyás könnyedén beleegyezett a Habsburgok esetleges magyarországi trónöröklésébe, hiszen Katalin termékenynek bizonyult, és sok gyermeket, köztük fiúkat remélhetett.
A még csak 14 éves királyné a rákövetkező évben be is teljesítette a fiúörökös születésének reményébe vetett hitet.
1464. február 13-án a bosnyák hadjáratból visszatérve tartotta az ország fővárosába, Budára való ünnepélyes bevonulását Mátyás, aki már jelen lehetett felesége vajúdásánál.
1464. február végén a királyné fiút szült, aki viszont nem sokáig élt, és Katalin 1464. március 8-án gyermekágyi lázban meghalt, akárcsak annak idején az édesanyja.
Katalin királynét a budai Szent Zsigmond-templomban temették el, a kis herceg holttestét feltehetően édesanyja mellé helyezték.

### Halálának következményei
Miután az I. Mátyás magyar király és III. Frigyes német-római császárral között 1463. július 19-én Bécsújhelyen megkötött örökösödési szerződés értelmében, ha Mátyás törvényes örökös nélkül hal meg, a magyar trónt III. Frigyes vagy fia, az akkor 4 éves Miksa örökli, ezért a kis herceg és édesanyja halála a Habsburgok reményeit erősítette, hogy megszerezhetik a magyar trónt, de Mátyás mindent elkövetett, hogy ez ne következhessen be.
A megözvegyült Mátyás 1476-ban, 12 éves egyedüllét után másodszor is megnősült, és I. Ferdinánd nápolyi király 19 éves leányát, Aragóniai Beatrixot vette feleségül, akinek később nagy szerepe volt az államkormányzásban, de szintén nem tudta életképes utóddal megajándékozni Mátyást. Ugyanakkor Mátyás a fattyú fiát, az Edelpeck Borbála asszonytól született Corvin Jánost sem tudta a magyar trónra juttatni, így Katalin apjának, Podjebrád Györgynek a jelöltje, aki Mátyás ellenében a cseh trónt is elfoglalta, Ulászló lengyel királyi herceg lett végül Mátyás utóda II. Ulászló néven a magyar trónon.

## Katalin királyné és fia sírja

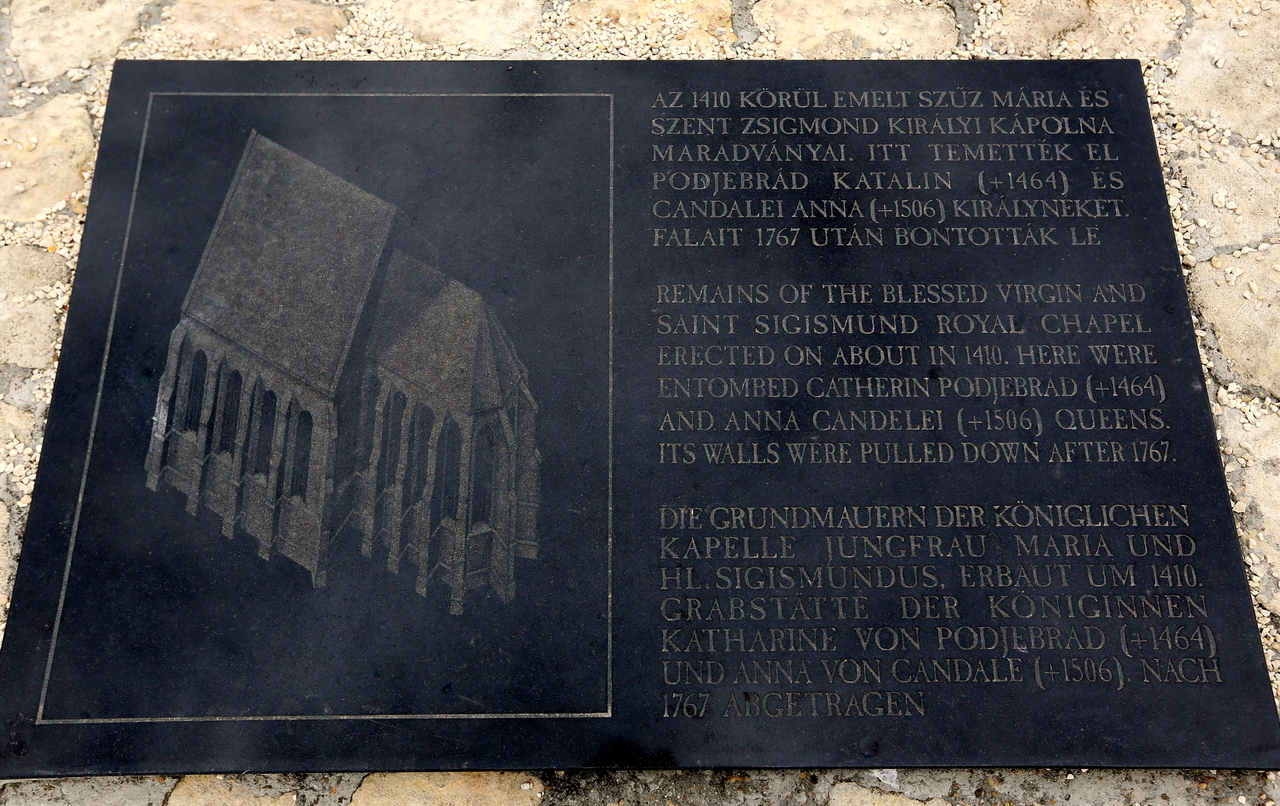
Emléktábla a budai Szent Zsigmond-templom maradványai mellett

Katalin királynét – feltehetőleg a megszületett fiával együtt – a budai Szent Zsigmond-templomban temették el.
(a következő szöveg némely helyen korabeli, XIX. századi nyelvi stílussal és helyesírással íródott, így azokban az esetekben némileg eltér a mai változattól és helyesírástól): „A Szűz Mária-társaskáptalant 1410-ben Zsigmond király alapította a budai Vár akkori Zsidó utcájában, a Fehérvári kapu közelében. 1424-ben Szent Zsigmond néven újjáalapítja. Ebbe a templomba temették 1464-ben a szülés közben elhunyt Podjebrád Katalint, Mátyás király első feleségét. »1827. Januarius 13. napján Sz. Sigmond Templomához eljutván talp falait is a' rendelt alapig felszaggatták. Budán a' Várban Sz. György piatzának egyenítése, és lejebb szállítása alkalmával, mostani Játdzó-szín előtt földalatt lévő talpfalak között felnyílt üregben, egy drága köntösben öltözött, ragyogó kövekkel ékes koronával koszorúzott, egész emberi tetem találtatott… A' setét üregben lébotsájtkozott két munkások több elhányt tsontokat, de különössen egy hosszan terült, már elavult, de tsillámló ruházattal borított tetemet mellnek koponyája hasonlóképpen a' setétben tsillamló bokros fodrokkal koszorúzva volt, észre vettek. Azonnal mint a' fodros koponyát, mint pediglen a' letépett avúlt ruha szakadékokat, valamintis némelly sorvadt tsontokat, korhadt fa (vélni lehet koporsó) darabokat magokkal haza vittek… azonnal, tudniillik már 16. Januáriusban költ kegyes levelében a' Városi Tanátsnak parantsolta, hogy mivel a' történet-írók szerint azon helyen Templom állott, és Budán némely Magyar Királyoknak temetése meg is történt… Ezen felfedezés iránt környűlállásos tudósítást küldjön. Azon esetre pedig, ha az említett drága kövekkel ékesített egész tetem valóban felfedeztetett, legnagyobb szorgalommal a' találásnak módja, vallatásoknak kihallgatásával rendszerint jegyzőkönyvbe foglaltasson, és a' tetemnek legkisebb részei, minden hozzá tartozó mívszerekkel lajstromba foglaltatván, figyelmes vigyázat alatt tartassanak, minthogy e' nevezetes tetemnek bővebb megítélése után illendő és tisztességes helyéről, 's fentartásáról gondoskodnia szükség lenne…« – írta 1827-ben Wadasi Jankovich Miklós.
A jelentés a továbbiakban a megtalálás körülményeit írja le, és egyúttal azok pusztítását is dokumentálja: »… A' kisebb koponya, és annak tsontforrása fehér személyt, és mivel a' hátulsó böltsesség fogak szinte kibújásban valának, 16. vagy 17. Esztendőst jelenteni láttatnak…« A tetemet Jankovich Miklós Podjebrád Katalinnak tulajdonította, összevetve a korabeli temetési adatokkal és szokásokkal. »Ezek a' jelenségek öszveséggel tsak magához Katalin Királynéhoz, és Podjebrad György leányához, nem pedig akárki más személyéhez illenek.« – fejeződik be a jelentés.
A sírban talált »keleti gyöngyöket és különböző színű zománcokkal hímzett ruhát, gazdagon megaranyozott hajtűt stb. a prágai múzeumnak küldték el« (Toldy László, Uxa József). Hogy a csontokkal mi lett, azt nem tudjuk, feltehetően azok is Prágába kerültek, hiszen a megtalálás helyére nem lehetett visszatemetni, arról pedig semmi adatunk sincs, hogy máshová helyezték volna.
Az 1970-es években történt területrendezés során »párna- vagy címertartó angyalfejes« kőtöredékek kerültek elő. A templomot Nagy Emese régész tárta fel, és a térrendezés után az alapfalak szabadtéri bemutatásra kerültek.”
Végh András azonban vitatja Jankovich érveit: „Tekintve, hogy két királynő itteni sírjáról is tudunk, és nem kizárt, hogy más előkelő asszonyok is ide temetkezhettek, a sír azonosítását tévesnek tarthatjuk. A leletek azóta – egy ostyatartó szelence kivételével – a Nemzeti Múzeumban sajnos elkallódtak.” Ugyanakkor a másik, később idetemetett királynénkról, Candale-i Annáról korabeli forrásokkal alátámasztva tudható, hogy 1516-ban a földi maradványait kihantolták, és férjével együtt újratemették Székesfehérvárott, tehát mivel más királyné vagy előkelő asszony temetését semmilyen más forrás nem igazolja, így Jankovich feltételezése helytálló lehet, hogy itt Katalin királyné csontjait találták meg 1827-ben.